# Кућа Дабића у Ваљеву
Кућа Дабића у Ваљеву се налази централном делу града, у улици Војводе Мишића 27 и представља непокретно културно добро као споменик културе.
Кућа је подигнута средином 19. века, као споменик културе је заштићена 1985. године.